# Пригор'є (Джурманець)
46°10′ пн. ш. 15°47′ сх. д. / 46.17° пн. ш. 15.79° сх. д.
Пригор'є (хорв. Prigorje) — населений пункт у Хорватії, у Крапинсько-Загорській жупанії у складі громади Джурманець.

## Населення
Населення за даними перепису 2011 року становило 298 осіб.
Динаміка чисельності населення поселення:

## Клімат
Середня річна температура становить 9,92 °C, середня максимальна – 23,99 °C, а середня мінімальна – -6,37 °C. Середня річна кількість опадів – 1044 мм.
| Клімат поселення                              | Клімат поселення | Клімат поселення | Клімат поселення | Клімат поселення | Клімат поселення | Клімат поселення | Клімат поселення | Клімат поселення | Клімат поселення | Клімат поселення | Клімат поселення | Клімат поселення | Клімат поселення |
| Показник                                      | Січ.             | Лют.             | Бер.             | Квіт.            | Трав.            | Черв.            | Лип.             | Серп.            | Вер.             | Жовт.            | Лист.            | Груд.            |                  |
| Середній максимум, °C                         | 5,70             | 7,65             | 11,81            | 16,18            | 20,96            | 23,99            | 23,55            | 23,02            | 19,06            | 13,94            | 8,33             | 4,40             |                  |
| Середня температура, °C                       | −0,33            | 1,61             | 5,79             | 10,16            | 14,91            | 17,96            | 19,65            | 19,12            | 15,18            | 10,05            | 4,44             | 0,49             |                  |
| Середній мінімум, °C                          | −6,37            | −4,42            | −0,26            | 4,12             | 8,89             | 11,92            | 15,77            | 15,24            | 11,29            | 6,16             | 0,55             | −3,4             |                  |
| Норма опадів, мм                              | 50               | 54               | 71               | 76               | 90               | 123              | 103              | 101              | 103              | 100              | 99               | 74               |                  |
| Середньомісячна швидкість вітру, м/с          | 1.65             | 1.84             | 2.22             | 2.20             | 2.10             | 1.90             | 1.80             | 1.62             | 1.60             | 1.65             | 1.75             | 1.72             |                  |
| Середньомісячна сонячна радіація, кДж/м²·день | 4059             | 6785             | 10449            | 14784            | 18816            | 20535            | 21197            | 18577            | 13742            | 8536             | 4485             | 3210             |                  |
| --------------------------------------------- | ---------------- | ---------------- | ---------------- | ---------------- | ---------------- | ---------------- | ---------------- | ---------------- | ---------------- | ---------------- | ---------------- | ---------------- | ---------------- |
| Джерело:                                      |                  |                  |                  |                  |                  |                  |                  |                  |                  |                  |                  |                  |                  |